# 榎本七郎
榎本 七郎（えのもと しちろう、1942年11月11日 - ）は日本の元プロゴルファー。

## 来歴
中村寅吉がヘッドプロを務める砧ゴルフ場に研修生として入り、安田春雄・樋口久子・鎌田富雄と共に中村の弟子となる。榎本は、早く上手くなってほしいという気持ちが強い中村から、怒られながら、厳しく指導を受けた。
砧の閉鎖後は、1969年に神奈川県伊勢原市の「伊勢原ゴルフセンター」の開業に携わり、運営会社の役員らと一緒に試打を重ね、陽の光を考慮して練習場の向きなどを考えた。
1971年の第1回美津濃トーナメントで前田新作・草壁政治・野口英雄を抑えて2位に入り、1973年の第3回は初日と2日目に69をマークし金本章生・石井富男を抑えて優勝し、連覇を目指した1974年の第4回は内田繁に次ぐと同時に野口・鈴木規夫・草壁・松井功を抑えての2位であった。
1975年、初めて海外で開催された日本のトーナメント「クイリマ&タカヤマ・クラシック」に出場し、初日を5アンダー67の好スコアにまとめ、石井裕士と並んでの首位タイでスタート。
1976年の日本プロでは初日を村上隆・大場勲・新井規矩雄・金本章生・村上渉・陳健振（ 中華民国）・原克己・大嶋正春・寺本一郎・吉武恵治・宮本省三・菊地勝司・渡辺由己と共に2アンダー68の8位タイでスタートし、2日目には菊地と共に69をマークして謝敏男（中華民国）・草壁・安田・中村通と並んでの8位タイに着けた。3日目に金井清一・能田征二と並んで首位に立ち、最終日には一時10アンダーにまで到達し、優勝に最も近い存在になっていたが後半崩れて謝敏と同じく通算7アンダーとした。その後は金井が17、18番で連続バーディーを奪って勝利への執念を見せたことで、勝負は大会史上最多4人のプレーオフへと持ち越される。1ホール目は16番パー3で安田と謝がボギーを叩いて脱落し、榎本は金井と共にパーをセーブして2ホール目へと向かった。2ホール目の17番、3ホール目の18番は共にパーと互いに譲らないまま、再び16番へと戻る。榎本は唇は乾き切って見えるほど緊張し、4アイアンで打ってグリーンを外し右のバンカーに入る。バンカーショットはピンを2.5ｍオーバーし、パーパットは外れたが、草壁・中嶋常幸・能田・宮本康弘・島田幸作・村上隆を抑えての2位と健闘。
1977年の長野県オープンでは初日を中嶋と共に首位タイの森憲二・内田と1打差の3位でスタートし、最終日には森・浅井教司、ベン・アルダ（ フィリピン）に次ぐと同時に土山録志・新井・菊地と並んでの4位タイに入った。
1977年の三菱ギャランでは最終日に67をマークして金井・島田・川田時志春・安田と並んでの6位タイに入り、1978年の全日空札幌オープンでは初日を上野忠美と共に3アンダー69の6位タイでスタートした。
1979年の山梨プロアマでは初日を金井・今井昌雪・大森信佳・須貝昇と並んで新井の2位タイでスタートし、最終日には鷹巣南雄・江原利次・金井を抑えると同時に大森とのプレーオフを制して優勝。
1979年の第1回かながわオープンでは岩下吉久・金井と並んでの3位タイでスタートし、最終日には金井・吉武と並んでの5位タイに入った。
1979年の長野県オープンでは最終日に68をマークし、市川良翁・新井・川田と並んでの2位タイに入った。
1981年の第1回KSB香川オープンでは内田・宮本省・藤木三郎・高橋五月・高橋純一と並んでの5位タイに入り、1983年の武富士サイパンでは初日を金井・青木基正・杉田勇・佐野修一と並んでの3位タイでスタートする。
1984年のKSB瀬戸内海オープンでは初日を70で首位タイの佐野・藤木と1打差の2位タイでスタートし、最終日には69をマークするも佐野に1打及ばず2位 に終わり、1985年のブリヂストンオープンを最後にレギュラーツアーから引退。
シニア転向後の1992年には関東プロシニアで人見俊広と並んでの10位タイ、第一生命カップシニアでは内田袈裟彦・金井と並んでの8位タイ、スポーツ振興カップで野辺地純、ビル・ダンク（ オーストラリア）と並んでの10位タイ、名古屋テレビカップでは鈴村久・豊田明夫と並んでの10位タイに入った。
1993年にはアイスターカップで郭吉雄（中華民国）と並んでの2位タイに入った。
1997年の日本プロシニアでは初日に首位タイの中山徹・鈴村に1打差3位タイでスタートし、2日目には4アンダーで単独首位に浮上するが、3日目には3位に後退、最終的には9位に終わった。

## 主な優勝
- 1971年 - 美津濃トーナメント
- 1979年 - 山梨プロアマ